# Joseph Hafele
Joseph Carl Hafele (25. července 1933 – 15. listopadu 2014) byl americký fyzik známý jako autor Hafele–Keatingova experimentu, testu Einsteinovy obecné teorie relativity.
Hafele se učil svářečem, když byl povolán, aby sloužil v armádě během války v Koreji. Po válce získal bakalářský a magisterský titul na Univerzitě Illinois v Urbana-Champaign. V roce 1962 získal doktorát za diplomovou praci z jaderné fyziky. V roce 1958 se oženil s Carol Hesslingovou s níž měl čtyři dcery. Pracoval v Los Alamos National Laboratory, a poté na Washingtonské univerzitě (1966-1972). V této době byl proveden Hafele-Keatingův experiment. Později pracoval ve společnosti Caterpillar dále pro Eureca College, NASA (Langley Air Force Base) a Christopher Newport University. Po odchodu do penze v roce 1996 žil s manželkou v Laramie ve Wyoming, kde pokračoval v práci na teoretické interpretaci experimentů, které by mohly naznačovat anomálie v teorii relativity.